# Gaspar Corte Real
Gaspar Corte-Real (1450-1501) fue un navegante portugués procedente de una familia hidalga de las islas Azores.
Participó en la búsqueda de la ruta marítima que condujera a la India. Manuel I, al ser nombrado rey como sucesor de Juan II, lo apoyó en su tarea de reconocer las tierras que habían correspondido al Reino de Portugal tras la firma del Tratado de Tordesillas. 
Recorrió esos lugares, llegando a la conclusión de que esos nuevos territorios formaban un continente. Esta hipótesis servirá para que Pedro Álvares Cabral realice su primer viaje a Brasil. Corte-Real emprenderá otras expediciones, en esta ocasión a Norteamérica.

## Exploración de América del Norte

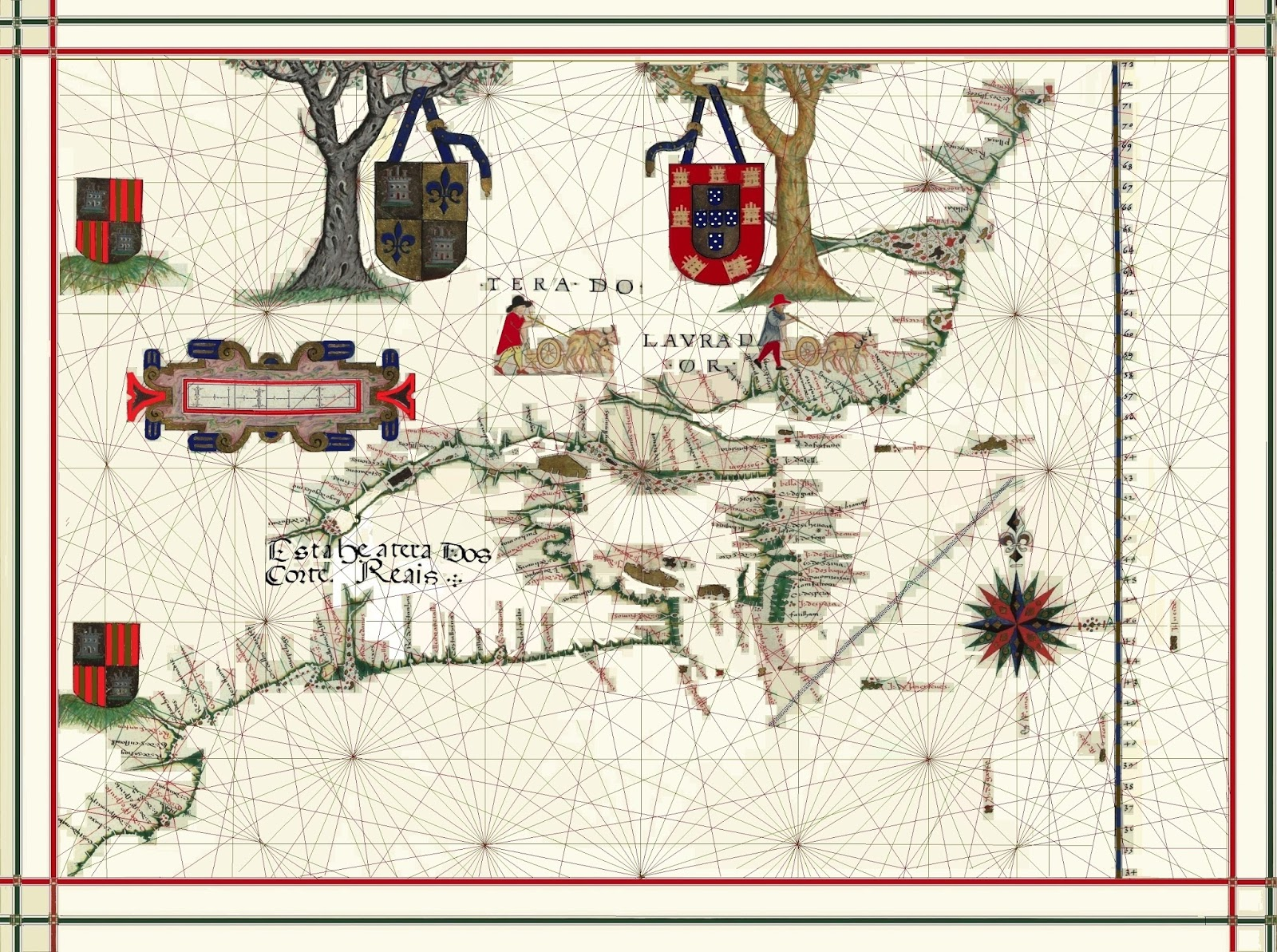
Atlas Universal de Fernão Vaz Dourado (1571), con la inscripción en portugués: "Esta es la tierra de los Corte Real".

En 1500, Corte-Real llegó a Groenlandia, creyendo que era Asia Oriental, pasó varios meses explorando sus costas, pero los témpanos de hielo o el clima le impidieron desembarcar. Regresó a Portugal a finales de 1500. En su segundo viaje en 1501, Corte-Real desembarcó en la península del Labrador. Desde allí intentó viajar hacia las colonias portuguesas del sur, pero se perdió en la travesía, y desapareció sin dejar rastro.

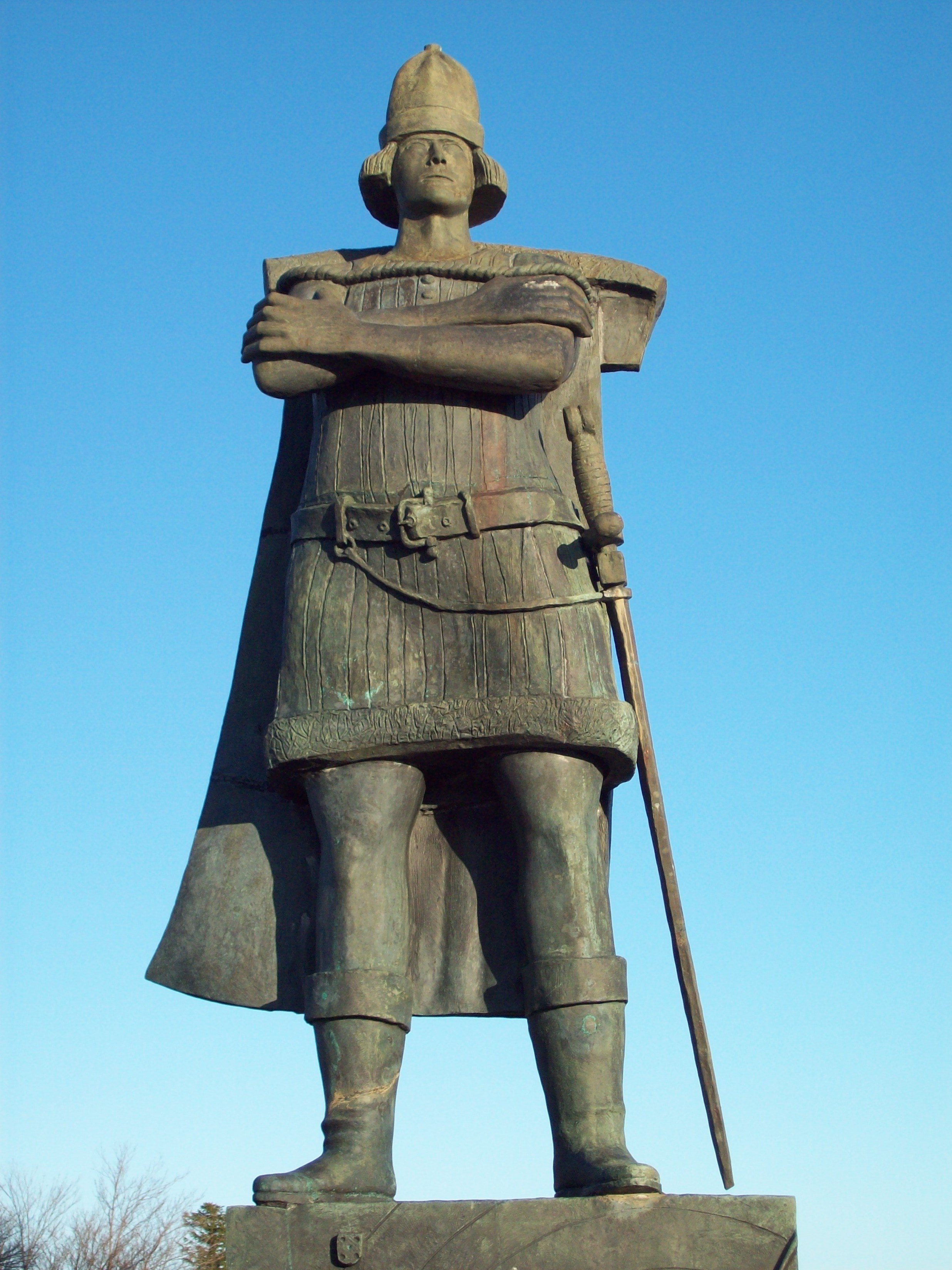
Estatua de Gaspar Corte-Real, en la ciudad de San Juan de Terranova.

Su hermano Miguel Corte-Real fue en su busca, corriendo su misma suerte.